# 1278
Năm 1278 là một năm trong lịch Julius.

## Mất
- Lý Chiêu Hoàng (李昭皇) còn được gọi là Chiêu Thánh Hoàng hậu (昭聖皇后), là Hoàng đế thứ 9 và cũng là cuối cùng của triều đại nhà Lý, trị vì từ năm 1224 đến năm 1225 (sinh năm 1218).